# Ada Colau

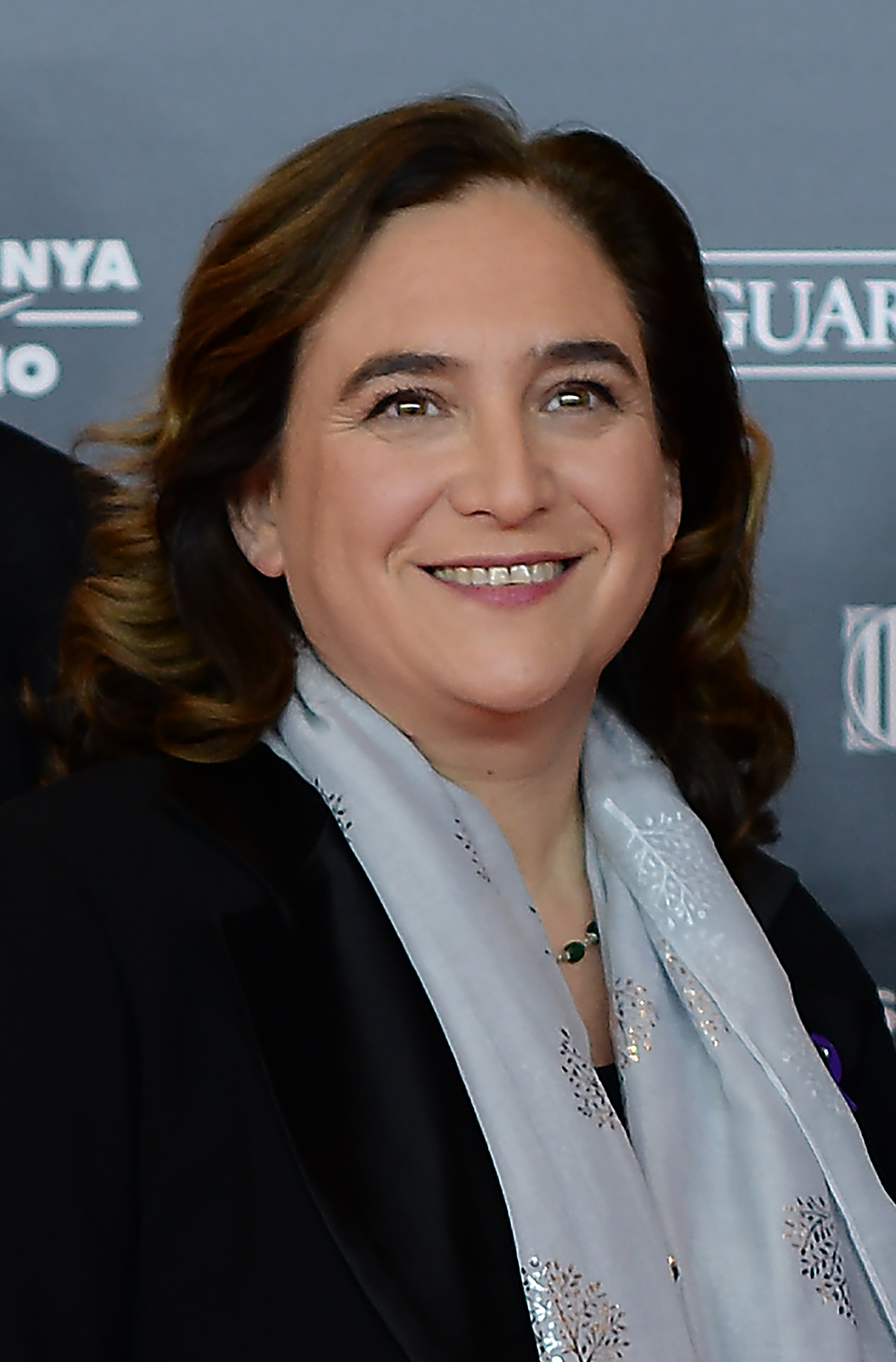
Ada Colau (2020)

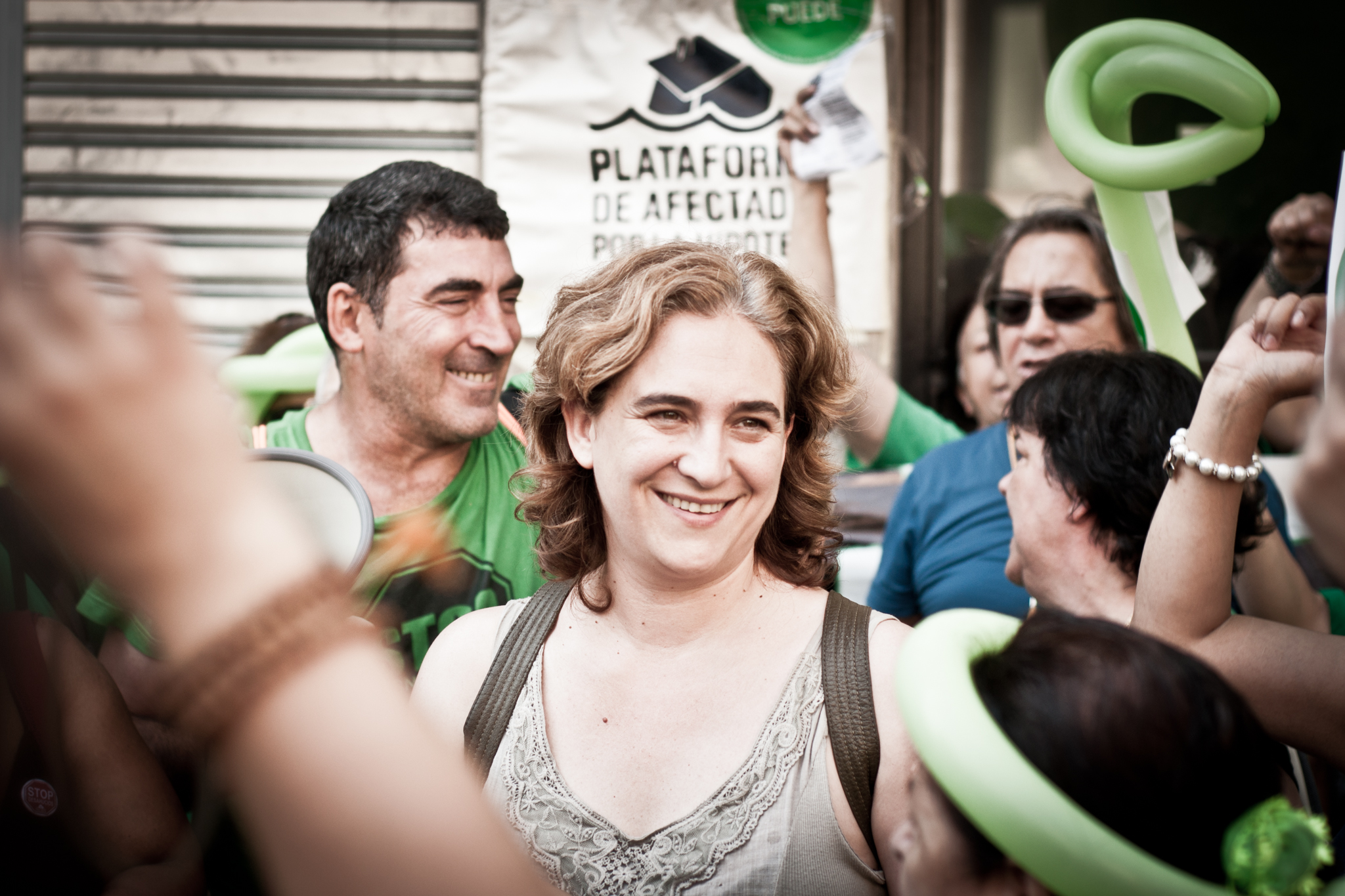
Colau bei einer PAH-Veranstaltung in Raval 2013

Ada Colau i Ballano (katalanisch [ˈaðə kuˈɫaw]; * 3. März 1974 in Barcelona) ist eine katalanische Aktivistin und war von Juni 2015 bis Juni 2023 Bürgermeisterin ihrer Heimatstadt Barcelona. Die links-alternative Plattform Barcelona en Comú, die auch von der links-populistischen Podemos unterstützt wurde, errang mit ihr als Spitzenkandidatin eine knappe Mehrheit bei den Kommunalwahlen 2015; im Juni 2019 errang sie knapp ein zweites Mandat.

## Familie und Ausbildung
Ada Colau i Ballano wuchs im Stadtteil El Guinardó in Barcelona auf. Sie lebte mit ihren drei Schwestern bei ihrer Mutter, einer Verkäuferin, und deren Partner; von ihrem Vater, einem Werbefotografen, war die Mutter getrennt. Die Großeltern beiderseits waren als spanische Binnenmigranten nach Katalonien gezogen. Colau schloss ihre Schulbildung an der Academia Febrer ab und studierte in den 1990er Jahren an der Universität Barcelona und während eines Erasmus-Aufenthaltes in Mailand Philosophie ohne Abschluss. Anschließend arbeitete sie in den Bereichen der Kommunikation, audiovisueller Produktion und Übersetzung, Anfang der 2000er Jahre wirkte Colau kurzzeitig als Schauspielerin in der Antena 3-Fernsehserie Dos + una mit.
Der Lebensgefährte Ada Colaus ist seit 2007 der PAH-Aktivist und Ökonom Adrià Alemany; sie haben einen Sohn.

## Aktivistin
Nachdem Colau bereits in der Grundschulzeit mit ihrer Mutter an sozialen Initiativen teilgenommen und als Teil einer „aktivistischen Generation“ gegen den Golfkrieg protestiert hatte, engagierte sie sich ab 2001 als politische Aktivistin, in der Globalisierungskritik, gegen den Irakkrieg und während der spanischen Immobilienblase gegen extreme Preissteigerungen, unter anderem in der Hausbesetzerbewegung „okupa“. Ihr Interesse verschob sich von globalen hin zu lokalen Schwierigkeiten der Stadt. Ab 2007 arbeitete sie im Observatorio DESC, einem Sozial- und Forschungsprojekt, das für die Anerkennung sozialer Rechte eintritt. Sie organisierte dafür eine Reihe von Seminaren, Kursen und Tagungen, u. a. mit David Harvey, veröffentlichte mehrere Bücher und verknüpfte ihre Arbeit mit dem HABITAT-Programm der UNO.
Im Zuge der Finanzkrise ab 2007 nach der Immobilienblase in Spanien in den 2000er Jahren gründete sie im Februar 2009 die Plataforma de Afectados por la Hipoteca (PAH) mit, um den Opfern der Immobilienspekulation gegen Zwangsräumungen zu helfen. Sie blieb bis zum Frühjahr 2014 Sprecherin dieser Plattform, die 2013 mit dem Europäischen Bürgerpreis des Europaparlaments ausgezeichnet wurde. 2013 wurde sie in dieser Rolle bekannt, als sie vor dem spanischen und europäischen Parlament an Anhörungen zu dem Thema teilnahm.
Ende Juni 2014 gehörte sie zu den Gründern der Bürgerplattform Barcelona en Comú, die verschiedene zivilgesellschaftliche Gruppen und Initiativen zusammenschloss, um bei der Kommunalwahl im Mai 2015 mit dem Ziel anzutreten, eine handlungsfähige politische Mehrheit zu gewinnen und die politischen Verhältnisse von Grund auf zu verändern. Statt der bisher üblichen „abgehobenen“ repräsentativen Politik sollten Aktivisten demnach unmittelbar in den politischen Prozess eingreifen können und deren bisherige Zersplitterung überwinden. Entsprechende Anfragen der linken Parteien CUP und ICV hatte Colau zuvor abgelehnt.
Ihre Bewegung wurde von Pablo Iglesias und dessen spanienweiter Sammelbewegung Podemos unterstützt und stellte sich gegen die Korruption und Verkrustung der bisherigen Eliten, denen sie mafiöse Strukturen unterstellte. Priorität sollen demnach die Schaffung von Arbeitsplätzen und die Bekämpfung von Ungleichheit und Armut in der Stadt haben. Colau nannte als weiteres Ziel Transparenz und Sparsamkeit in der Stadtverwaltung und kündigte an, ihr Gehalt als Oberbürgermeisterin auf 2.200 Euro im Monat zu begrenzen sowie Dienstwagen und Spesen abzuschaffen. Außerdem solle die Stadt weg von Massentourismus, multinationalen Konzernen und Verelendung ganzer Stadtquartiere entwickelt werden.

## Politikerin
Barcelona en Comú erreichte bei der Kommunalwahl am 24. Mai 2015 die meisten Sitze im Stadtrat mit etwa 170.000 Stimmen und damit den Sieg über die liberalkonservative Convergència i Unió, die von Korruptionsskandalen gekennzeichnet war, mit etwa 150.000 Stimmen. Sie selbst besiegte in der Oberbürgermeisterwahl deren Spitzenkandidaten, den bisherigen Amtsinhaber Xavier Trias, was Colau als einen Sieg Davids gegen Goliat bezeichnete.
Colau hatte das Referendum am 1. Oktober 2017 über die Unabhängigkeit Kataloniens nicht unterstützt. Zugleich warf sie der konservativen Regierung in Madrid unter Mariano Rajoy vor, jahrelang den Dialog mit der katalanischen Führung verweigert zu haben, und kritisierte scharf den Einsatz der spanischen Polizei gegen das Referendum. Dennoch erklärte sie am 10. Oktober 2017 vor dem katalanischen Regionalparlament, das Ergebnis des Referendums sei keine Grundlage für eine einseitige Unabhängigkeitserklärung; sie appellierte angesichts der Zuspitzung des Konfliktes an Puigdemont und Rajoy, „keine weiteren Entscheidungen zu treffen, die einen Dialog zerstören.“
Für die Kommunalwahlen von Mai 2019 kandidierte Colau erneut, obgleich die Zustimmung in der Bevölkerung Barcelonas für ihre Politik im Frühjahr 2019 auf einem Tiefstand war; in einer Meinungsumfrage im Februar 2019 sank die Zustimmungsrate auf 26,5 %. Der Kommunalrat von Barcelona stimmte Ende März 2019 zum 8. Mal mehrheitlich für eine Rüge der Verwaltung durch Colau; vorgeworfen werden ihr u. a. Mängel in der Wohnungspolitik und der öffentlichen Sicherheit. Bei den im Mai 2019 stattgefundenen Kommunalwahlen unterlag Barcelona en Comú von Colau mit 20,7 % knapp der ebenfalls linken separatistischen ERC mit 21,3 % von Ernest Maragall; beide Fraktionen halten somit jeweils 10 von insgesamt 41 Stadträten.
Im Juni 2019 wurde sie mit der Unterstützung der Sozialisten (PSC) und eines Teils der überparteilichen Fraktion von Manuel Valls, die die Ernennung von Ernest Maragall zu verhindern suchten, erneut zur Bürgermeisterin gewählt.
Wenige Monate vor den Bürgermeisterwahlen erklärte Colau Anfang Februar 2023 per Dekret eine Aussetzung der Städtepartnerschaft mit Tel Aviv, während ein entsprechendes Abkommen mit Gaza unberührt blieb. In einem Brief an Ministerpräsident Benjamin Netanjahu begründete sie den Schritt – wie es hieß „in BDS-Manier“ – mit einer „eklatanten und systematische Verletzung der Menschenrechte“ sowie „Apartheid und Verfolgung“. Der Plan, die Städtepartnerschaft mit Tel Aviv zu beenden, geht auf eine Initiative der linken Organisation „Coalición Basta Complicidad con Israel“ zurück. Unterstützt wurde er auch von spanischen Gewerkschaften sowie der katalanischen NGO „Observatori DESC“, für die Ada Colau einst arbeitete. Der Bürgermeister von Madrid, José Luis Martínez-Almeida will mit einer Städtepartnerschaft zwischen Madrid und Tel Aviv „den Schaden wieder gut machen“.

## Schriften
- mit Adrià Alemany: Vides hipotecades. De la bombolla immobiliària al dret a l’habitatge (= El fil d’Ariadna. Bd. 52). Salafranca, Barcelona 2012, ISBN 978-84-15002-96-3. Übersetzungen ins Kastilische („Vidas Hipotecadas“) und ins Englische („Mortgaged Lives“).
- mit Adrià Alemany: Sí que es pot! (= L’Ancora.). Grup62, Barcelona 2013, ISBN 978-84-9710-238-4. Übersetzungen ins Kastilische („¡Sí se puede! Crónica de una pequeña gran victoria.“) und ins Englische („Yes you can! Chronicle of a small great victory“).